# 야즈데게르드 1세

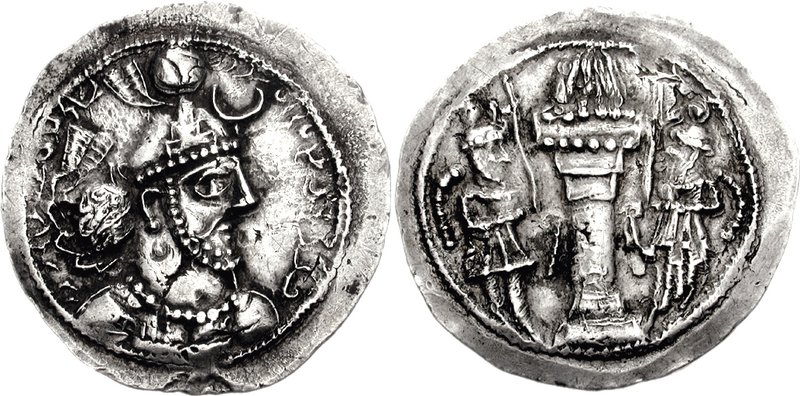
야즈데게르드 1세의 동전

야즈데게르드 1세(팔레비어: 𐭩𐭦𐭣𐭪𐭥𐭲𐭩, 페르시아어: یزدگرد یکم, 생년 미상 ~ 421년)는 사산 왕조 페르시아 제국의 샤이다. 샤푸르 3세의 아들 혹은 바흐람 4세의 아들이라고도 한다. 그는 399년에 바흐람 4세를 암살하여 왕위에 오르는데 성공한다.
야즈데게르드의 치세는 특별한 일이 없이 평온했다. 사산 왕조는 서로마 제국은 물론 동로마 제국과도 불화없이 지냈다. 오히려 동로마의 황제 아르카디우스가 408년에 죽자, 평소에 후원하기로 다짐했던 그의 아들 테오도시우스 2세를 로마의 왕자로서 충실히 지켜주었다.

## 종교
야즈데게르드는 치세 초기엔 기독교를 옹호하고 조로아스터교를 멀리했으며 오히려 기독교로 개종하길 원했다고 한다. 그 덕분에, 그의 치세 초기엔 기독교가 별다른 방해를 받지 않고 널리 퍼질 수 있었다. 그리고 메소포타미아의 주교인 Marutha와, 크테시폰의 주교 Abdaas의 열렬한 지지자이기도 했다. 그리하여 410년에는 이들의 영향으로 인해 기독교의 자유가 선포하기도 한다.
그러나 크테시폰에 있는 조로아스터교의 불의 신전이 기독교의 주교 Abdaas에 의해 전소되어 재건 불가능하게 된 적이 있었는데, 이 방화사건은 조로아스터교의 신관인 마기들에게 큰 반향을 일으켰다. 마기들은 야즈데게르드가 어떠한 조치를 취하기를 원했으며 또 강요하였다. 결국 야즈데게르드는 마기들에게 제국 내의 교회를 파괴할 수 있는 권한을 부여한다. 그 후 5년 동안 제국내의 기독교인들은 붙잡히거나 살해당했으며, 거리의 모든 교회가 파괴되었다. 이러한 살육과 배신적인 행위로 인해 사람들은 그를 'Al Khasha(가혹한 자)'나 'Al Athim(사악한 자)' 혹은 'Yazdegerd the Sinner'라고 불렀다. 그러나 그는 여전히 페르시아인에겐 훌륭한 왕으로 인식되어서 'Ramashtras(the most quiet)'라는 별칭이 붙여지기도 했다.

## 죽음
야즈데게르드는 421년(혹은 420년)에 죽은 것으로 되어있지만, 상황이 확실히 기록되어 있는 것은 아니다. 일반적으로 히르카니아에 머물고 있을 때, 강에서 매우 멋진 말이 갑자기 나타났는데, 그것에 치여 죽은 것으로 알려져 있다. 그러나 이것은 그의 부하들에 의한 어떤 종류의 살해 암시로 볼 수 있다. 오히려 그는 음모에 빠진 여타의 희생자보다 더 고통스럽게 죽었다고도 할 수 있다.

## 관련 문헌
- Rawlinson, George. (1882). The Seventh Great Oriental Monarchy. Dodd, Mead and Company
- Rawlinson, George. (1885). The Seven Great Monarchies of the Eastern World, Vol 7 . J. B. Alden
- Nöldeke. (1879). Geschichte der Perser